# Eutidemo I
Eutidemo I (em grego:  Εὐθύδημος; cerca de 260 aC - 200/195 aC) foi um rei greco-bactriano em cerca de 230 ou 223 aC de acordo com Políbio. Acredita-se que ele possa ter sido originalmente um sátrapa de Sogdiana, que derrubou a dinastia de Diódoto I e transformou-se um monarca greco-bactriano. Estrabão, por outro lado, correlaciona sua ascensão ao poder com guerras internas do Império Selêucida em 223-221 aC. Seu reino parece ter sido substancial, incluindo provavelmente Sogdiana ao norte e Margiana e Ariana ao sul ou leste de Báctria.